# Platja de l'Olla
La platja de l'Olla, o cala Medusa, és una platja natural del municipi del Port de la Selva (Alt Empordà), situada entre la platja de la Colomera i la platja de Sota s'Arenella, a la badia del Port de la Selva. Té una longitud de 29 m i una amplada de 3 m, formada per sorres gruixudes, graves i còdols. S'hi accedeix per unes escales que baixen des del camí de ronda. No disposa de cap servei.